# شهرستان سبین (تگزاس)

موقعیت شهرستان در ایالت تگزاس

سـِـبین یکی از شهرستان‌های ایالت تگزاس می‌باشد.
این شهرستان در شرق این ایالت است.
جمعیت این شهرستان در سال ۲۰۱۰ میلادی معادل ۱۰٬۸۳۴ نفر بود.